# 自然王国白滝の里

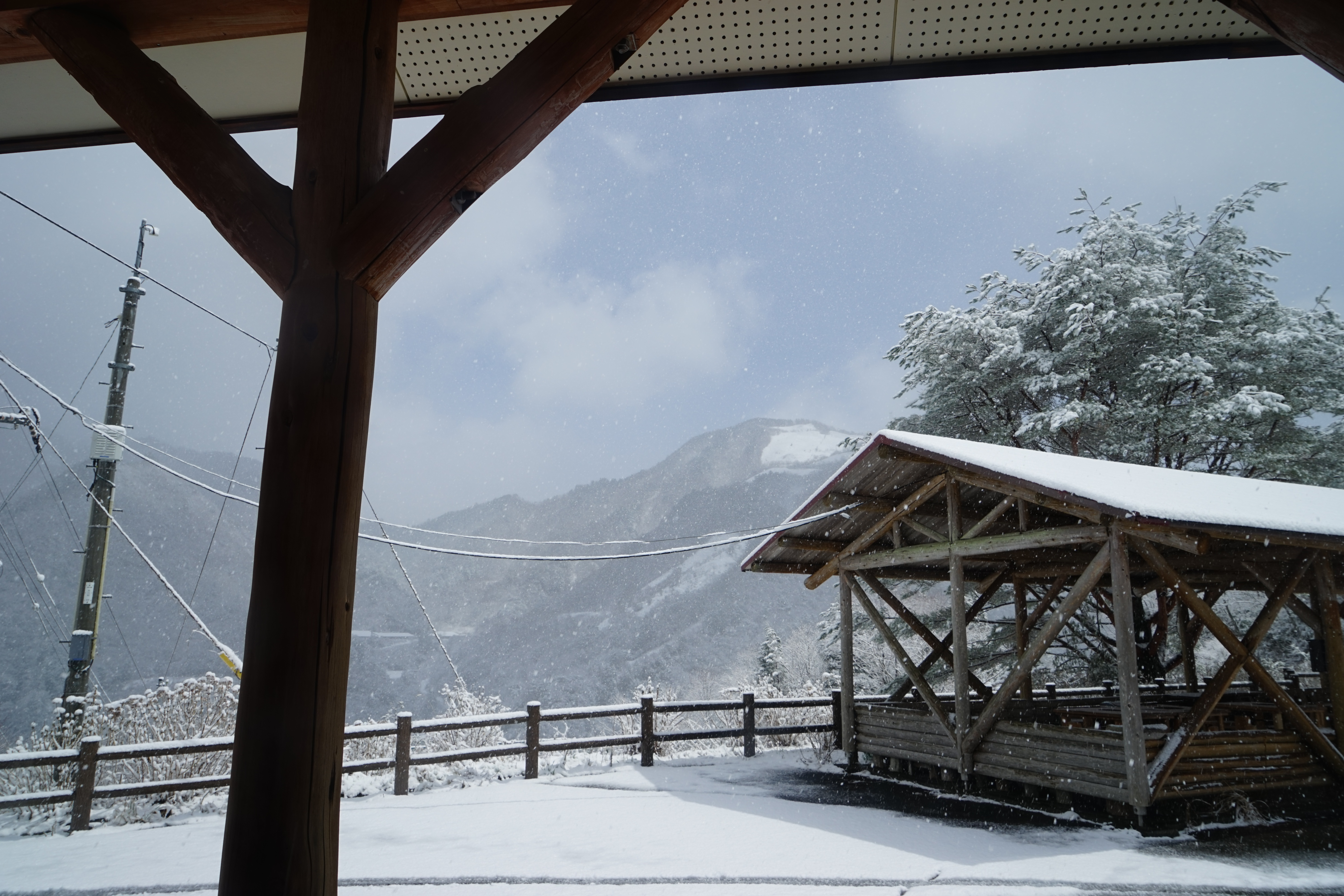
白滝の里キャンプ場

自然王国 白滝の里（しぜんおうこく しらたきのさと）は、高知県土佐郡大川村にある教育・観光レクリエーション施設。

## 概要
土佐藩が開坑して以来、300年近くにわたって銅山として栄え、1972に閉山した白滝鉱山跡に建設された。海抜750mのところに位置する。
白滝ふるさと祭り、謝肉祭、ふるさと短期留学、お山のガキ大将などの行事が開催される。

## 宿泊施設
宿泊施設:有　テントサイト:有　デイキャンプ:可

## 設備
風呂、ランドリー、洗濯機:無料、乾燥機100円、レストラン、食堂、売店、自動販売機、水洗トイレ、アスレチック遊具

## 営業
- 通年営業で、定休日は12/29～1/3の6日間
- 営業時間　8:30～17:00

（施設の利用には要予約）

## 運営
- 一般社団法人　大川村ふるさとむら公社

## 所在地
- 〒 781-3704　高知県土佐郡大川村朝谷26

## アクセス
- 高知自動車道大豊ICから車で約1時間[3]

## 駐車場
- 有:無料　普通車10台、大型2台[3]